# San Pablo de las Salinas
San Pablo de las Salinas ist die zweitgrößte Stadt in der Municipio Tultitlán im mexikanischen Bundesstaat México. Sie befindet sich im nordöstlichen Teil des Bundesstaates, nordöstlich des Distrito Federal und im Gebiet der Zona Metropolitana del Valle de México. Mit einer Einwohnerzahl von ca. 252.400 ist San Pablo de las Salinas die größte Ortschaft Mexikos, die kein Gemeindesitz ist.

## Bevölkerung
Bei der Volkszählung 2010 hatte die Stadt eine Einwohnerzahl von 189.453. Die Alphabetisierung (Lesefähigkeit) lag bei 98,6 % der Bevölkerung. 84,5 % der Bevölkerung waren Katholiken, 10,1 % waren Protestanten und 5,2 % hatten keine Religion.

### Bevölkerungsentwicklung
| Jahr | Einwohnerzahl |
| ---- | ------------- |
| 1990 | 84.217        |
| 2000 | 146.560       |
| 2005 | 160.432       |
| 2010 | 189.453       |
| 2015 | 227.200       |